# Polyphida dayremi
Polyphida dayremi es una especie de escarabajo longicornio del género Polyphida, tribu Glaucytini, orden Coleoptera. Fue descrita científicamente por Pic en 1937.

## Descripción
Mide 12 milímetros de longitud.

## Distribución
Se distribuye por Vietnam.